# Adalberto Tejeda, Tancoco
Adalberto Tejeda är en ort i Mexiko.   Den ligger i kommunen Tancoco och delstaten Veracruz, i den sydöstra delen av landet, 240 km nordost om huvudstaden Mexico City. Adalberto Tejeda ligger 276 meter över havet och antalet invånare är 124.
Terrängen runt Adalberto Tejeda är kuperad norrut, men söderut är den platt. Runt Adalberto Tejeda är det tätbefolkat, med 257 invånare per kvadratkilometer. Närmaste större samhälle är Naranjos, 15,4 km nordost om Adalberto Tejeda. Trakten runt Adalberto Tejeda består till största delen av jordbruksmark.